# Boletaceae
Boletaceae is een familie van schimmels. De familie telt ruim 100 geslachten en meer dan 1600 soorten.

## Soorten
Enkele bekende soorten zijn (gesorteerd op Nederlandse naam):
- Blauwvlekkende roodsteelfluweelboleet (Xerocomellus cisalpinus)
- Bleke berkenboleet (Leccinum roseotinctum)
- Bleke boleet (Butyriboletus fechtneri)
- Bittere boleet (Tylopilus felleus)
- Blozende fluweelboleet (Hortiboletus engelii)
- Bonte berkenboleet (Leccinum variicolor)
- Bronskleurig eekhoorntjesbrood (Boletus aereus)
- Bruingele fluweelboleet (Xerocomellus bubalinus)
- Bruine fluweelboleet (Xerocomus ferrugineus)
- Bruingrijze berkenboleet (Leccinum cyaneobasileucum)
- Denneneekhoorntjesbrood (Boletus pinophilus)
- Eikenboleet (Leccinum quercinum)
- Fluweelboleet (Xerocomus subtomentosus)
- Fijnschubbige boleet (Suillus variegatus)
- Fijnschubbige heksenboleet (Neoboletus xanthopus)
- Fijngeschubde fluweelboleet (Xerocomus moravicus)
- Fraaie roodnetboleet (Rubroboletus legaliae)
- Geelnetboleet (Butyriboletus appendiculatus)
- Gele ringboleet (Suillus grevillei)
- Gelige ruigsteelboleet (Leccinellum crocipodium)
- Geschubde boleet (Strobilomyces strobilaceus)
- Gewone berkenboleet (Leccinum scabrum)
- Gewoon eekhoorntjesbrood (Boletus edulis)
- Gewone heksenboleet (Neoboletus luridiformis)
- Gladstelige heksenboleet (Suillellus queletii)
- Goudplaatzwam (Xerocomus pelletieri)
- Goudporieboleet (Boletus impolitus)
- Grauwe ringboleet (Suillus viscidus)
- Jodoformboleet (Hemileccinum depilatum)
- Haagbeukboleet (Leccinum pseudoscabrum)
- Harde populierboleet (Leccinum duriusculum)
- Holsteelboleet (Suillus cavipes)
- Houtboleet (Buchwaldoboletus lignicola)
- Kastanjeboleet (Imleria badius)
- Kleine berkenboleet (Leccinum schistophilum)
- Koeienboleet (Suillus bovinus)
- Kostgangerboleet (Pseudoboletus parasiticus)
- Netstelige heksenboleet (Suillellus luridus)
- Noordelijke fluweelboleet (Xerocomus fennicus)
- Olijfgetinte berkenboleet (Leccinum olivaceosum)
- Oranje berkenboleet (Leccinum versipelle)
- Oranje populierboleet (Leccinum albostipitatum)
- Peperboleet (Chalciporus piperatu)
- Pronksteelboleet (Caloboletus calopus)
- Purperbruine fluweelboleet (Xerocomellus pruinatus)
- Robijnboleet (Chalciporus rubinus)
- Rode boleet (Hortiboletus rubellus)
- Roestrode ringboleet (Suillus tridentinus)
- Roodpurperen boleet (Imperator rhodopurpureus)
- Roodsteelfluweelboleet (Xerocomellus chrysenteron)
- Rosse populierboleet (Leccinum aurantiacum)
- Satansboleet (Boletus satanas)
- Spongiforma squarepantsii
- Sombere fluweelboleet (Xerocomus porosporus)
- Smalsporige heksenboleet (Suillellus mendax)
- Vroeg eekhoorntjesbrood (Boletus reticulatus)
- Wortelende boleet (Caloboletus radicans)
- Wijnrode boleet (Xerocomus ripariellus)
- Xerocomus lanatus
- Zwarte berkenboleet (Leccinum melaneum)

## Geslachten
| Geslacht            | Auteur(s)                                                | Jaar | Aantal soorten | Verspreiding                                                |
| ------------------- | -------------------------------------------------------- | ---- | -------------- | ----------------------------------------------------------- |
| Afroboletus         | Pegler & T.W.K.Young                                     | 1981 | 9              | tropisch Afrika                                             |
| Afrocastellanoa     | M.E. Sm. & Orihara                                       | 2017 | 1              | Afrika                                                      |
| Alessioporus        | Gelardi, Vizzini & Simonini                              | 2014 | 2              | Noord-Amerika en Europa                                     |
| Aureoboletus        | Pouzar                                                   | 1957 | 45             | wereldwijd                                                  |
| Austroboletus       | Wolfe                                                    | 1980 | 37             | Amerika, Australië, Azië                                    |
| Baorangia           | G. Wu & Zhu L. Yang                                      | 2015 | 7              | Oost-Azië, Noord-Amerika                                    |
| Binderoboletus      | G. Wu & Zhu L. Yang                                      | 2017 | 1              | Zuid-Amerika                                                |
| Boletellus          | Murrill                                                  | 1909 | 57             | wereldwijd                                                  |
| Boletochaete        | Singer                                                   | 1944 | 5              | Afrika, Zuidoost-Azië                                       |
| Boletus             | Bull.                                                    | 1782 | 284            | wereldwijd                                                  |
| Borofutus           | Hosen & Zhu L.Yang                                       | 2012 | 1              | Thailand, Bangladesh, India, Maleisië, Vietnam              |
| Bothia              | Halling, T.J.Baroni, & Binder                            | 2007 | 2              | Noord-Amerika                                               |
| Buchwaldoboletus    | Pilát                                                    | 1962 | 12             | Europa, Australië                                           |
| Butyriboletus       | D.Arora & J.L.Frank                                      | 2014 | 31             | wereldwijd                                                  |
| Cacaoporus          | M.E. Sm. & Orihara                                       | 2019 | 2              | Thailand                                                    |
| Caloboletus         | Vizzini                                                  | 2014 | 17             | wereldwijd                                                  |
| Carolinigaster      | M.E. Sm. & S. Cruz                                       | 2018 | 1              | VS                                                          |
| Castellanea         | T.W. Henkel & M.E. Smith                                 | 2015 | 1              | Zuid-Amerika                                                |
| Chalciporus         | Bataille                                                 | 1908 | 32             | wereldwijd                                                  |
| Chamonixia          | Rolland                                                  | 1899 | 4              | wereldwijd                                                  |
| Chiua               | Yan C. Li & Zhu L. Yang                                  | 2016 | 4              | Azië                                                        |
| Corneroboletus      | N.K.Zeng & Zhu L.Yang                                    | 2012 | 1              | Singapore, Maleisië, tropisch China                         |
| Costatisporus       | T.W. Henkel & M.E. Sm. (2015)                            | 2015 | 1              | Zuid-Amerika                                                |
| Crocinoboletus      | N.K. Zeng, Zhu L. Yang & G. Wu                           | 2015 | 3              | Oost-Azië, Zuid-Azië                                        |
| Cyanoboletus        | Gelardi, Vizzini & Simonini                              | 2014 | 8              | wereldwijd                                                  |
| Durianella          | A.W.Wilson & Manfr.Binder                                | 2008 | 1              | Maleisië, Borneo                                            |
| Erythrophylloporus  | Ming Zhang & T.H. Li                                     | 2018 | 5              | Noord-Amerika, Europa                                       |
| Exsudoporus         | Vizzini, Simonini & Gelardi                              | 2014 | 4              | Azië                                                        |
| Fistulinella        | Henn.                                                    | 1901 | 28             | Pan-tropisch                                                |
| Gastroboletus       | Lohwag                                                   | 1962 | 13             | wereldwijd                                                  |
| Gastroleccinum      | Thiers                                                   | 1989 | 1              | Noord-Amerika                                               |
| Guyanaporus         | T.W. Henkel & M.E. Sm.                                   | 2016 | 1              | Zuid-Amerika                                                |
| Gymnogaster         | J.W. Cribb                                               | 1956 | 1              | Zuid-Amerika, Afrika                                        |
| Harrya              | Halling, Nuhn & Osmundson                                | 2012 | 6              | Azië, Noord-Amerika, Centraal Amerika                       |
| Heimioporus         | E.Horak                                                  | 2004 | 19             | wereldwijd                                                  |
| Heliogaster         | (Kobayasi) Orihara & Iwase                               | 2010 | 1              | Japan                                                       |
| Hemileccinum        | Šutara                                                   | 2008 | 9              | Europa, Noord-Amerika                                       |
| Hortiboletus        | Simonini, Vizzini & Gelardi                              | 2015 | 11             | Europa, Noord-Amerika                                       |
| Hourangia           | Xue T. Zhu & Zhu L. Yang                                 | 2016 | 6              | Azië                                                        |
| Hymenoboletus       | Yan C. Li & Zhu L. Yang                                  | 2016 | 1              | ?                                                           |
| Imleria             | Vizzini                                                  | 2014 | 8              | Europa, Azië, Noord-Amerika                                 |
| Imperator           | Assyov et al.                                            | 2015 | 4              | Europa, West-Azië                                           |
| Indoporus           | A. Parihar, K. Das, Hembrom & Vizzini                    | 2018 | 1              | ?                                                           |
| Ionosporus          | Khmeln.                                                  | 2018 | 2              | Azië, Japan                                                 |
| Ixechinus           | R. Heim                                                  | 1968 | 1              | ?                                                           |
| Jimtrappea          | T.W. Henkel, M.E. Smith & Aime                           | 2015 | 1              | ?                                                           |
| Kaziboletus         | Hosen & Zhu L. Yang                                      | 2021 | 1              | Zuid-Azië                                                   |
| Kombocles           | Castellano, T.W. Henkel & Dentinger                      | 2016 | 1              | ?                                                           |
| Krombholziella      | Maire                                                    | 1937 | 3              | ?                                                           |
| Lanmaoa             | G. Wu, Zhu L. Yang, Halling                              | 2015 | 12             | Oost-Azië, Noord-Amerika                                    |
| Leccinellum         | Bresinsky & Manfr. Binder                                | 2003 | 23             | wereldwijd                                                  |
| Leccinum            | Gray                                                     | 1821 | 133            | wereldwijd                                                  |
| Longistriata        | Sulzbacher, Orihara, Grebenc, M.P. Martín & Baseia       | 2020 | 1              | ?                                                           |
| Mackintoshia        | Pacioni & Sharp                                          | 2000 | 1              | ?                                                           |
| Mucilopilus         | Wolfe                                                    | 1979 | 5              | Noord-Amerika, New Zealand                                  |
| Mycoamaranthus      | Castellano, Trappe & Malajczuk                           | 1992 | 3              | Australië, Azië, Afrika, Zuidoost-Azië                      |
| Neoboletus          | Gelardi et al.                                           | 2014 | 16             | Europa, Azië                                                |
| Nigroboletus        | Gelardi, Vizzini, E. Horak, T.H. Li & Ming Zhang         | 2015 | 1              | China                                                       |
| Octaviania          | Vittad.                                                  | 1831 | 49             | wereldwijd                                                  |
| Parvixerocomus      | G. Wu & Zhu L. Yang,                                     | 2015 | 3              | Oost-Azië                                                   |
| Paxillogaster       | E.Horak                                                  | 1966 | 1              | Zuid-Amerika                                                |
| Phylloboletellus    | Singer                                                   | 1952 | 1              | Centraal- en Zuid-Amerika                                   |
| Phyllobolites       | Singer                                                   | 1942 | 2              | Zuid-Amerika                                                |
| Phylloporopsis      | Angelini, A. Farid, Gelardi, M.E. Smith, Costanzo, & Viz | 2018 | 1              | Noord-Amerika                                               |
| Phylloporus         | Quel.                                                    | 1888 | 92             | wereldwijd                                                  |
| Porphyrellus        | E.J. Gilbert                                             | 1931 | 20             |                                                             |
| Pseudoaustroboletus | Yan C. Li & Zhu L. Yang                                  | 2014 | 1              | Noord-Amerika, Oost-Azië, Zuid-Azië, Australië              |
| Pseudoboletus       | Šutara                                                   | 1991 | 2              | noord gematigde streken                                     |
| Pulchroboletus      | Vizzini, Simonini & Gelardi                              | 2014 | 3              | Zuid-Europa                                                 |
| Pulveroboletus      | Murrill                                                  | 1909 | 41             | wereldwijd                                                  |
| Retiboletus         | Manfr. Binder & Bresinsky                                | 2002 | 16             | noord gematigde streken                                     |
| Rheubarbariboletus  | Vizzini, Simonini & Gelardi                              | 2015 | 2              | Europa                                                      |
| Rhodactina          | Pegler & T.W.K.Young                                     | 1989 | 3              | India, Thailand                                             |
| Rhodobolites        | Beck                                                     | 1923 | 1              | ?                                                           |
| Veloboletus         | Fechner & Halling                                        | 2020 | 1              | Australië                                                   |
| Rossbeevera         | T.Lebel & Orihara                                        | 2011 | 10             | Azië, Australië                                             |
| Royoungia           | Castellano, Trappe & Malajczuk                           | 1992 | 6              | Australië                                                   |
| Rubinoboletus       | Pilát & Dermek                                           | 1969 | 4              | Europa, Afrika, Australië                                   |
| Rubroboletus        | Kuan Zhao & Zhu L.Yang                                   | 2014 | 15             | wereldwijd                                                  |
| Rugiboletus         | G. Wu & Zhu L. Yang                                      | 2015 | 3              | Oost-Azië                                                   |
| Setogyroporus       | Heinem. & Rammeloo                                       | 1999 | 1              | tropisch Afrika                                             |
| Singerocomus        | T.W. Henkel & M.E. Sm.                                   | 2016 | 3              | tropisch Afrika                                             |
| Singeromyces        | M.M.Moser                                                | 1966 | 1              | Argentinië                                                  |
| Sinoboletus         | M.Zang                                                   | 1992 | 10             | China                                                       |
| Solioccasus         | Trappe, Osmundson, Manfr.Binder, Castellano & Halling    | 2013 | 1              | Australië en Azië                                           |
| Spongiforma         | Desjardin, Manf. Binder, Roekring & Flegel               | 2009 | 2              | Thailand, Maleisië                                          |
| Spongispora         | G. Wu, S.M.L. Lee, E. Horak & Zhu L. Yang                | 2018 | 1              | onbekend                                                    |
| Strobilomyces       | Berk.                                                    | 1851 | 46             | wereldwijd                                                  |
| Suillelus           | Murrill                                                  | 1909 | 19             | Noord-Amerika, Europa                                       |
| Sutorius            | Halling, Nuhn & Fechner                                  | 2012 | 15             | Noord-Amerika, Costa Rica, Afrika, Zuidoost-Azië, Australië |
| Tengioboletus       | G. Wu & Zhu L. Yang                                      | 2016 | 3              | China                                                       |
| Tubosaeta           | E.Horak                                                  | 1967 | 6              | Afrika, Azië                                                |
| Turmalinea          | Orihara & N. Maek.                                       | 2015 | 4              | Japan, China                                                |
| Tylocinum           | Yan C. Li & Zhu L. Yang                                  | 2016 | 1              | China                                                       |
| Tylopilus           | P.Karst                                                  | 1881 | 146            | wereldwijd                                                  |
| Veloporphyrellus    | L.D.Gómez & Singer                                       | 1984 | 9              | Centraal Amerika                                            |
| Wakefieldia         | Corner & Hawker                                          | 1952 | 2              | Azië, Europa                                                |
| Xanthoconium        | Singer                                                   | 1944 | 10             | wereldwijd                                                  |
| Xerocomellus        | Šutara                                                   | 2008 | 25             | Noord- en Zuid-Amerika, Europa                              |
| Xerocomus           | Quel                                                     | 1887 | 115            | wereldwijd                                                  |
| Zangia              | Yan C. Li & Zhu L. Yang                                  | 2011 | 6              | China                                                       |